# CS Marítimo
Club Sport Marítimo är en fotbollsklubb från Funchal på Madeira. Klubben grundades 1910 och spelar sina hemmamatcher på Estádio dos Barreiros.

## Placering tidigare säsonger
| Säsong    | Nivå | Liga          | Placering | Referens | Notering |
| --------- | ---- | ------------- | --------- | -------- | -------- |
| 2010/2011 | 1    | Primeira Liga | 9         | [ 2 ]    |          |
| 2011/2012 | 1    | Primeira Liga | 5         | [ 3 ]    |          |
| 2012/2013 | 1    | Primeira Liga | 10        | [ 4 ]    |          |
| 2013/2014 | 1    | Primeira Liga | 6         | [ 5 ]    |          |
| 2014/2015 | 1    | Primeira Liga | 9         | [ 6 ]    |          |
| 2015/2016 | 1    | Primeira Liga | 13        | [ 7 ]    |          |
| 2016/2017 | 1    | Primeira Liga | 6         | [ 8 ]    |          |
| 2017/2018 | 1    | Primeira Liga | 7         | [ 9 ]    |          |
| 2018/2019 | 1    | Primeira Liga | 11        | [ 10 ]   |          |
| 2019/2020 | 1    | Primeira Liga | 11        | [ 11 ]   |          |
| 2020/2021 | 1    | Primeira Liga | 15        | [ 12 ]   |          |
| 2021/2022 | 1    | Primeira Liga | 10        | [ 13 ]   |          |
| 2022/2023 | 1    | Primeira Liga | 16        | [ 14 ]   |          |
| 2023/2024 | 2    | Segunda Liga  | 4         |          |          |
| 2024/2025 | 2    | Segunda Liga  | 12        |          |          |

## Färger
CS Marítimo spelar i gröna och röd trikåer, bortastället är blå.
| CS Marítimo | CS Marítimo |

### Trikåer
| 1910 | 1950 | 1985 | 1994 | 2008 | 2012 | 2016 | 2018 |